# Політична фракція
Парламе́нтська фра́кція (нім. Fraktion, від лат. fractio «розламування, подрібнення») — група членів тієї чи іншої політичної партії в складі парламенту або іншої державної організації (установи) чи громадсько-політичної організації, яка організовано проводить установки своєї партії.
Фракцією може також іменуватися особлива група всередині самої партії, яка має власну ідейну й організаційну платформу, котра відрізняється від основної політичної лінії та поточних установок партії.
У процесі нормального внутрішнього партійного життя, як правило, виникають різні думки, суперечності політичних угруповань. Наявність останніх не обов'язково, але нерідко приводить до організації і функціонування політичних фракцій.
Головною ознакою політичної фракції є наявність особливої ідейно-політичної платформи і групової дисципліни, яка підноситься її членами нерідко понад загальнопартійну дисципліну. Фракційна діяльність нерідко стає основною причиною підриву авторитету певної партії, а також створення нових політичних партій.
Фракційна діяльність у парламенті з багатопартійною системою є нормальним і корисним явищем, що забезпечує відображення та захист інтересів різних соціальних груп, класів і верств населення. У парламентську фракцію, таким чином, можуть входити як депутати однієї політичної партії, так і декількох партій (тобто політичної сили — об'єднання близьких за платформами партій). У такому разі депутати парламентської фракції об'єднуються для провадження спільної політичної лінії.
Зазвичай правила створення парламентських фракцій регулюються внутрішнім законодавством, найчастіше конституцією (визначає загальні засади фракційної діяльності), регламентом парламенту і профільними законами. Такі правила можуть мати суттєві відмінності в різних країнах.
Депутатська фракція Верховної Ради України — це група народних депутатів України, обраних за виборчим списком відповідної політичної партії (виборчого блоку політичних партій).

## Утворення та її склад
Об'єднуються депутати у фракцію з метою проведення спільної політичної лінії. Правила створення парламентських фракцій різні в кожній країні, зазвичай це регулюється конституцією країни та регламентом парламенту. ПФ формуються з членів однієї політичної партії, хоча існує практика утворення спільних фракцій з представників кількох партій, що проводять близьку за змістом політику. У деяких країнах припускається утворення ПФ до складу яких входять «незалежні» депутати, котрі не є членами політичних партій або не побажали стати членами фракцій, утворених на партійній основі. У розвинених країнах фракції утворюються за принципом належності депутатів до тієї чи іншої політичної партії, репрезентованої у парламенті (палаті) У тих країнах, де парламентська фракція признається офіційно, в парламентських регламентах обмовляються умови їх утворення. Наприклад, в бундестагу ФРН (Федеральна Республіка Німеччини) ПФ, це група, що налічує не менше 15 чоловік, що належать до однієї політичної партії. Власне ПФ мають і партії більшості, і партії меншості (опозиція).
Своєрідним стрижнем кожного з об'єднань є лідер, який обирається самими депутатами або за їх активної участі й водночас є лідером відповідної партії у цілому. Окрім лідерів, у складі цих об'єднань депутатів утворюються так звані керівні комітети. В період перебування партії в опозиції такий комітет має назву «тіньового кабінету».

## Функції
ПФ утворені за принципом партійної належності депутатів, мають подвійну природу. З одного боку, вони є, по суті, структурами політичних партій, адже окремі питання їх організації та діяльності врегульовано відповідно партійними статутами. До таких питань віднесено фракційну дисципліну в парламенті. Статутами також регламентовано внутрішню організацію ПФ порядок утворення їх керівних органів тощо. З іншого боку, вони є органами самих парламентів, а їх функціонування — складовою парламентської діяльності. Фракції виконують важливу роль у підготовці й прийнятті практично всіх парламентських рішень. З урахуванням їх пропозицій формулюється порядок денний засідань представників органу, утворюються інші парламентські структури — комітети і комісії, а також керівні органи палат. Функціонування ПФ як елементів структури представницького органу врегульовано парламентськими регламентами. Зокрема, регламентами в більшості випадків визначається мінімальна кількість депутатів, достатня для створення ПФ.Такий мінімум у різних країнах неоднаковий і певною мірою залежить від чисельності складу парламентів

## Роль в політиці
Важливість ролі ПФ в організації і здійсненні державного владування підкреслюється тим, що їх статус тією чи іншою мірою визначено рядом конституцій, прийнятих після Другої Світової війни 1939—45. Найповніше це здійснено в конституції Португалії, що містить спеціальну статтю «Парламентські групи», в якій зафіксовано права кожної групи (фракції), зокрема повноваження призначати своїх представників у парламенській комісії, вимагати утворення слідчих комісій, здійснювати законодавчу ініціативу, пропонувати резолюції осуду уряду, регулярно отримувати від уряду інформацію тощо.